# Богатырёв, Владимир Фёдорович
Владимир Фёдорович Богатырёв (10 марта 1903, Тамбов — 24 октября 1990, Ленинград) — советский скульптор. Брат художницы и скульптора Г. Ф. Богатырёвой-Кононовой, муж скульптора Г. С. Столбовой. Народный художник Узбекской ССР (1962).

## Биография

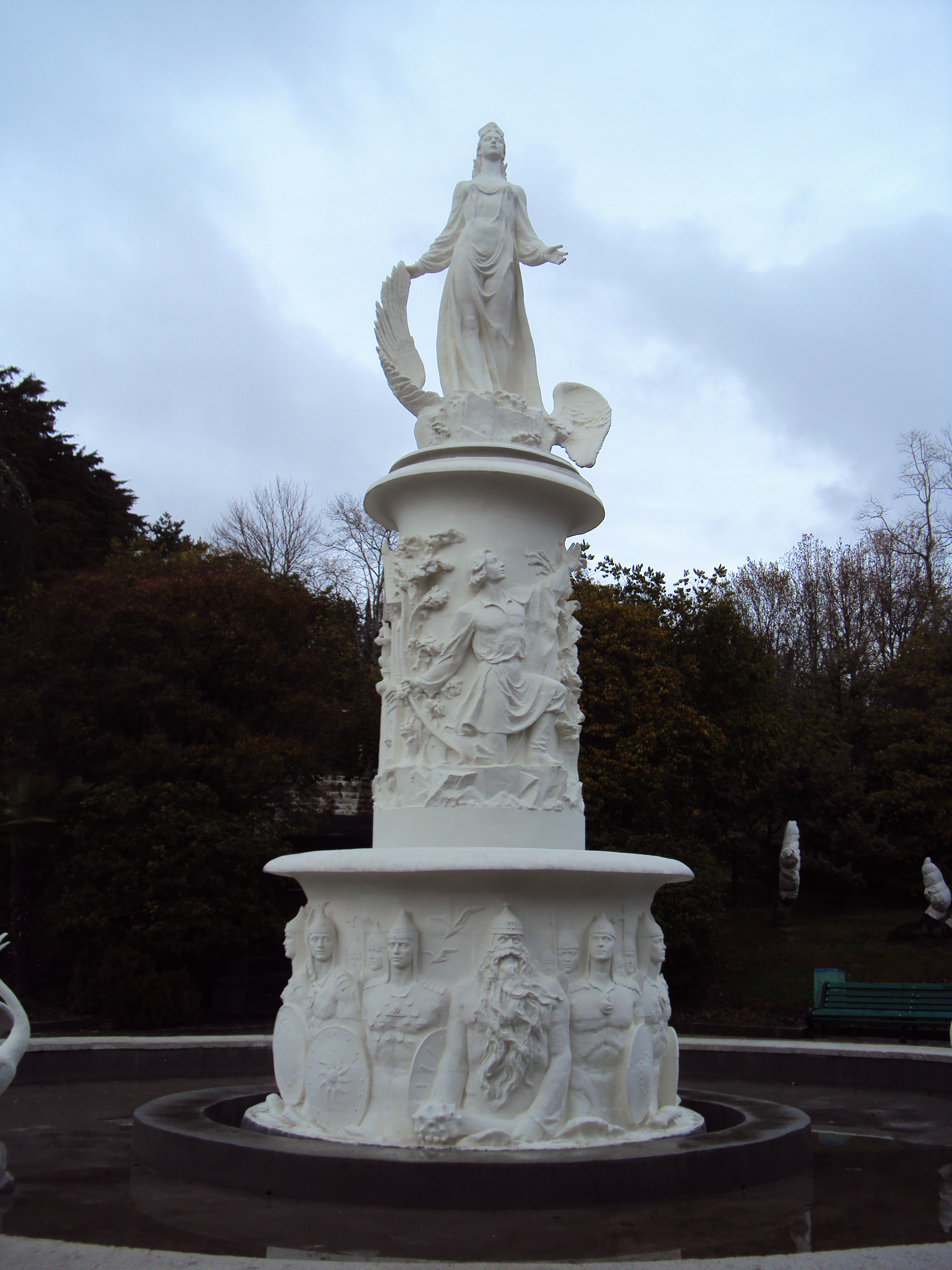
Фонтан «Сказка» в Сочинском дендрарии

Владимир Богатырёв родился 10 марта 1903 года в Тамбове в семье железнодорожного рабочего Фёдора Фёдоровича Богатырёва и домохозяйки Марии Михайловны. В 1927 году учился в студии Объединения молодёжи ассоциации художников революции у М. Г. Манизера. В 1928—1936 годах учился на скульптурном отделении Академии художеств у Р. Р. Баха и А. Т. Матвеева. Его дипломной работой стала женская фигура для фонтана.
С 1932 года принимал участие в художественных выставках. Среди его скульптур «Колхозница» (гипс, 1932), «Девушка» (терракота, 1936), «Мальчик с глобусом» (гипс, 1937), «Девушка-пловчиха» (бетон, 1939), Портрет панфиловца И. М. Натарова" (гипс, 1942), «Мать» (гипс, 1948), «Портрет К. Маркса» (гипс, 1950), «Дискоболка» (бронза, 1958, Якутск), фонтан «Сказка» (искусственный камень, 1962, Сочи). Автор барельефов «П. С. Нахимов» (бронза, 1962), «В. И. Ленин» (мрамор, 1964). В 1947—1948 годах участвовал в реставрации одной из фигур на Ростральной колонне в Ленинграде, восстановил ряд барельефов в Петергофе. Выполнил  бронзовые памятники в Ташкенте: В. В. Куйбышеву (1959), Ю. Ахунбабаеву (1959, совместно с П. А. Якимовичем), С. М. Кирову (1961, совместно с П. А. Якимовичем). Автор памятника В. В. Куйбышеву в Кокшетау (1977).
В 1956—1964 годах преподавал в студии Дворца культуры имени С. М. Кирова.

## Награды и звания
- Народный художник Узбекской ССР (1962)[1]